# عالم هاو
كان "العالم الهاو" عمودًا في مجلة العلوم الأمريكية، وكان بمثابة المصدر التعليمي النهائي للعلماء المواطنين لأكثر من 72 عامًا (1928-2001)، مما يجعله أطول عمود مستمر في تاريخ مجلة العلوم الأمريكية.